# Alfred Baring Garrod
Alfred Baring Garrod  (Ipswich, 1819 – Londres, 1907) fue un médico británico que realizó diversas aportaciones al estudió de las enfermedades reumáticas. Descubrió que los pacientes afectados por la gota tenían elevado el nivel de ácido úrico en sangre, e ideó un test de uso práctico para comprobar los niveles de ácido úrico en la sangre de los enfermos, lo que supuso un avance muy importante para facilitar un exacto diagnóstico, diferenciando claramente el trastorno de otros tipos de artritis, como la artritis reumatoide, siendo el primero en utilizar este término.  En 1858 fue nombrado miembro de la Real Sociedad de Londres para el Avance de la Ciencia Natural y  en 1860 presidente de la Sociedad Médica de Londres. Desde 1863 fue profesor de patología médica y terapéutica en el King's College Hospital de Londres. Tuvo varios hijos, entre ellos Archibald Garrod, médico que realizó importantes aportaciones a la ciencia en el campo de los errores congénitos del metabolismo y Alfred Henry Garrod, eminente zoólogo.

## Obras seleccionadas
- "Observations on the blood and urine of gout, rheumatism and Bright's disease" ; Medical Chirurgical Transactions  1848;31:83.
- "Treatise on nature and treatment of gout and rheumatic gout"; London: Walton and Maberly, 1859.
- "A treatise on gout and rheumatic gout (rheumatoid arthritis)"; 3rd edn. London: Longman Green, 1876.[3]